# Lista de espera
Lista de Espera es un largometraje de coproducción cubana-mexicana-española-alemana de 2000, dirigido por Juan Carlos Tabío. Coproducción cubano / española / mexicana/ francesa / alemana, es una película de género dramático Su elenco está encabezado en los papeles principales por los actores Jorge Perugorría, Vladimir Cruz, Alina Rodríguez y Thaimí Alvariño. Basada en el cuento de Arturo Arango. Fue presentada en la sección Un certain regard en la versión del año 2000 del Festival de Cannes

## Argumento
La película cuenta la historia de un grupo de pasajeros que se encuentran en un terminal de autobuses de un pequeño pueblo cubano, sin embargo ninguno de ellos puede realizar el trayecto que requiere, pues todos los vehículos que pasan por la terminal tienen todos sus asientos ocupados y no recogen a los viajeros.
Para llegar a su destino, todos ellos se embarcan en la reparación de un vehículo que se encuentra en la terminal y que se encuentra en pésimo estado.
Debido a la demora en el inicio de sus respectivos trayectos surge en el grupo de viajeros un gran espíritu comunitario, por lo que no solo intentan reparar el autobús, sino que también realizan mejoras en los baños de la terminal y organizan las comidas en conjunto. También surge un romance entre Emilio y Jacqueline, quien estaba comprometida para casarse. Luego de que ambos pasan la noche juntos, Jacqueline sugiere al grupo hacer de la terminal de buses un lugar mejor y en conjunto, todos los viajeros pintan y arreglan todo el espacio.
En medio de los trabajos llega una guagua (autobús) que tiene un asiento disponible para La Habana, pero ninguno de los viajeros quiere tomarlo. Deciden al fin, ofrecerle el asiento al ciego, quien se resiste a subirse, pues desea continuar arreglando el autobús de la terminal. Ante la insistencia de los demás, se enoja y declara reconoce ante todos que no es ciego, causando el enojo, sobre todo de las mujeres que se habían desvestido delante de él creyéndolo sin vista. 
Dos de los pasajeros se encuentran leyendo un libro que se llama "Lista de espera" y que cuenta cada uno de los sucesos que están ocurriendo en el terminal. Uno de los cuentos del libro anuncia la muerte de un personaje y al mismo tiempo muere Avelino, uno de los pasajeros en tránsito, quien solicita a los demás antes de morir, el ser enterrado en la terminal.
En poco tiempo, los pasajeros han convertido el espacio en un lugar utópico, donde todos comparten el bienestar que han podido generar, habiéndose habilitado habitaciones y una biblioteca. Jacqueline que ha abandonado a su novio español espera un hijo de Emilio.
No obstante, a la mañana siguiente todos despiertan y descubren, en primer lugar que todo ha sido un sueño, y en segundo lugar que todos soñaron lo mismo.
Finalmente, todos logran emprender rumbo utilizando distintos vehículos.

## Reparto
- Vladimir Cruz Domínguez - Emilio
- Thaimí Alvariño - Jacqueline
- Jorge Perugorría - Rolando/El ciego
- Alina Rodríguez - Regla
- Noel García - Fernández
- Saturnino García - Avelino
- Jorge Alí - Cristóbal
- Antonio Valero - Antonio
- Hirán Vega - Pedro Luis
- Mijail Mulkay - Manolo
- Leandro Sen - Erick
- Saskia Guanche - Katia

## Premios

### Festival Internacional de Cine de Cartagena
2001 Mejor Actuación Masculina para Jorge Perugorría